# Perioda periodnega sistema
Perioda periodnega sistema je vrstica periodnega sistema elementov, ki je urejena tako, da so elementi s sorodnimi kemijskimi lastnostmi zapisani v isti vertikalni koloni – skupini periodnega sistema. V tako urejenem sistemu se z naraščanjem vrstnega števila podobne kemijske lastnosti elementov v vsaki naslednji vrstici periodično ponavljajo. 
Alkalijske kovine, na primer, so razvrščene v prvo skupino (kolono) periodnega sistema. Zanje je značilna velika reaktivnost in tendenca, da z oddajanjem enega elektrona prehajajo v oksidacijsko stanje +1 in dobijo elektronsko konfiguracijo žlahtnega plina. 
Periodične trende lastnosti sodobna kvantna mehanika pojasnjuje z elektronskimi ovojnicami: vsaka naslednja perioda ima eno elektronsko ovojnico več kot prejšnja. Elementi v blokih s in p v isti periodi na splošno ne kažejo trendov ali podobnih lastnostih. V teh blokih so trendi bolj izraziti v kolonah (skupinah). V bloku d so trendi v periodi bolj izraziti, v bloku f pa so si elementi zelo podobni, predvsem lantanoidi.
Standardni periodni sistem elementov ima sedem period, ki ustrezajo sedmim elektronskim ovojnicami.